# Virgen del rosal (Botticelli)
La Virgen del rosal (en italiano, Madonna del roseto) es una obra del pintor renacentista italiano Sandro Botticelli. Está ejecutada al temple sobre tabla. Mide 124 centímetros de alto y 65 cm de ancho. Pertenece a los años 1469-1470. Actualmente, se conserva en la Galería de los Uffizi de Florencia. 
La obra estuvo destinada, como la Virgen de la galería y la Virgen con el Niño en la Gloria a la Corporación del Arte de la Lana, pues llegaron a los Uffizi a fines del siglo XVIII procedentes de la Cámara de Comercio, que había tenido allí su sede.
Pertenece probablemente a la serie de Vírgenes que Botticelli realizó entre el año 1465 y 1470, que muestran una profunda influencia de Filippo Lippi, siendo parecidas a la Virgen con el Niño y ángeles de Filippo que se conserva en la Galería de los Uffizi de Florencia que data de 1465. Como en las demás composiciones de este tipo, se muestra a María de tres cuartos, con el Niño en brazos.
Aquí, sin embargo, a diferencia de otras representaciones marianas de la época, no aparece ningún ángel: sólo María con el Niño, situando detrás de ellos un rosal a modo de bastidor. De esta obra existen dos versiones, una en el Museo del Louvre y ésta de los Uffizi. Hay una diferencia entre ambas, que es el arco entre la Virgen y el rosal, un arco con bóveda de casetones, sostenida por columnas. 
El pavimento está ordenado con recuadros de mármol, lo que da mayor perspectiva a la escena.
Las rosas sobre el fondo podrían simbolizar uno de los títulos de la Virgen, rosa mística. Por su parte, la granada que tiene en la mano y cuyos granos está a punto de comer el Niño, simboliza la Resurrección.
En esta Madona, como en las demás de la larga serie que pintó Botticelli, puede verse un modelo de Virgen seria, meditabunda, abstraída en su propia belleza y actuando siempre con gran seriedad. Las Madonas de Botticelli reflejan una relación más intelectual que afectuosa entre Madre e Hijo, a diferencia de lo que ocurre con las Vírgenes pintadas por Rafael Sanzio, que suelen mirar a su hijo y colaborar en sus juegos con una cierta sonrisa. 